# Hardenberg Heemse Combinatie
L'HHC Hardenberg è una società calcistica olandese con sede a Hardenberg. 

## Storia
L'HHC Hardenberg nacque nel 1954 come risultato della fusione tra Hardenberg Voetbal Club e SV Heemse della vicina cittadina di Heemse. Le lettere HHC stavano per Hardenberg Heemse Combinatie.
Nel 1964-65 il club ha vinto la Vierde Klasse, venendo promosso in Derde Klasse. Il cub partecipò alla Derde Klasse per undici anni, fino al 1975-76 quando vinse il titolo e si conquistò la promozione in Tweede Klasse.
Con l'introduzione della Hoofdklasse, la Tweede Klasse, dove giocava l'HHC, diventò la Erste Klasse. 
L'HHC rimase in Erste Klasse fino al 1990-91 quando venne retrocesso in Tweede Klasse. Nel 1998 l'HHC vinse i playoff e ritornò in Erste Klasse.
Nella stagione 2000-01 l'HHC finì secondo nel girone E della Eerste Klasse, qualificandosi per i playoff, ma senza riuscire ad ottenere la promozione. Nel 2003-04, l'HHC si qualificò di nuovo per i playoff e riuscì a conquistare la promozione in Hoofdklasse.
Nella prima stagione ai massimi livelli del calcio dilettantistico olandese, il club riuscì a evitare la retrocessione, finendo la stagione al 10 ° posto in classifica su 14 squadre. Nel 2005-06 l'HHC riuscì a conquistare un posto in KNVB beker per l'anno successivo.
La terza stagione dell'HHC in Hoofdklasse si concluse con il titolo di divisione del girone C. Nella competizione per il titolo di sabato, l'HHC finì in ultima posizione dietro al Rijnsburgse Boys (campione del girone A) e all'IJsselmeervogels (campione del girone B). L'HHC riuscì a vincere il titolo del gruppo C anche l'anno successivo.
Nella Coppa d'Olanda 2006-07 l'HHC sconfisse l'RKSV Oisterwijk al primo turno, venendo poi eliminato dall'MVV al secondo turno. L'anno successivo il club sconfisse l'SV Babberich al primo turno e il VVSB al secondo turno, prima di essere eliminato al terzo turno dai professionisti dell'AGOVV Apeldoorn.

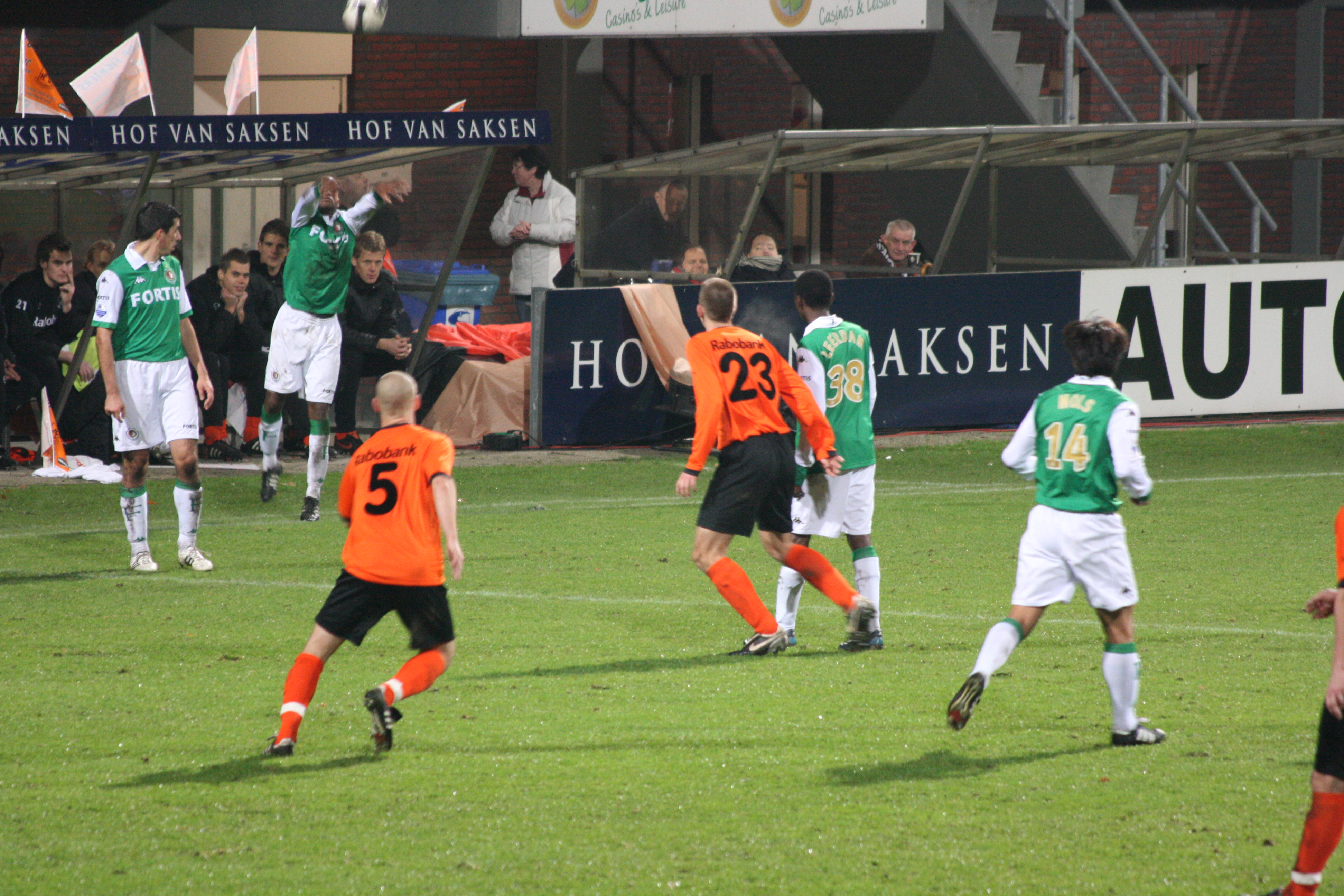
Partita tra Feyenoord e HHC in Coppa d'Olanda

Nella Coppa d'Olanda 2008-2009 l'HHC, dopo aver sconfitto lo Schijndel al primo turno, riuscì a battere i professionisti del Go Ahead Eagles al secondo turno, conquistandosi l'accesso al terzo turno nel quale sfidò il Feyenoord. La partita fu disputata allo stadio Unive di Emmen, poiché lo stadio di Hardenberg era troppo piccolo. Davanti a 8500 spettatori, un record per quello stadio, il Feyenoord fu bloccato nel primo tempo sull'1-1, prima di dilagare nel secondo tempo e vincere per 5-1.

## Palmarès
- Vierde Klasse:
  - Vincitore (1): 1964-65
- Derde Klasse:
  - Vincitore (1): 1975-76
- Hoofdklasse Titolo di divisione:
  - Vincitore (2): 2006-07, 2007-08

## Stadio
L'HHC disputa le sue partite casalinghe allo stadio De Boshoek, che può contenere 4500 persone. Nella partita contro il Feyenoord di Coppa d'Olanda fu utilizzato lo stadio Unive di Emmen poiché lo stadio De Boshoek era troppo piccolo.